# Фаетон (планета)

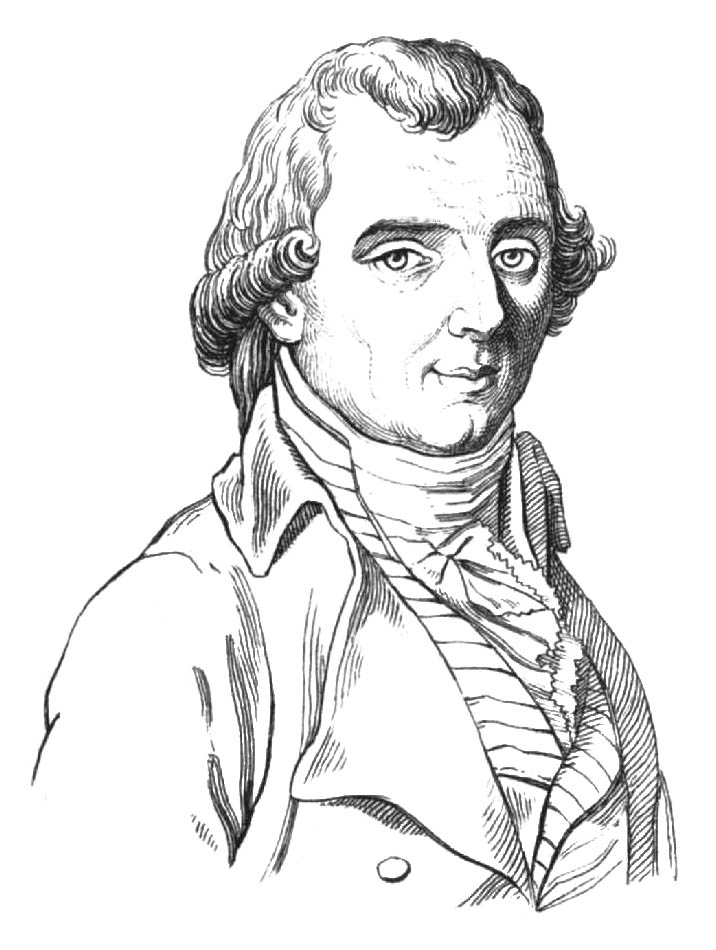
Генріх Вільгельм Маттеус Ольберс сформулював гіпотезу існування планети Фаетон

Фаетон, або планета Ольберса — назва гіпотетичної планети, яка нібито існувала раніше між Марсом і Юпітером, а потім розпалася й утворила пояс астероїдів.
У XVIII столітті астрономи Йоганн Тіциус і Йоганн Боде виявили, що відстані відомих тоді планет від Сонця підпорядковуються закону геометричної прогресії (ця закономірність була названа правилом Тіціуса — Боде). Однак у цій послідовності було одне «незайняте» місце — була відсутня планета, яка мала б розташуватися між Марсом і Юпітером, на відстані приблизно 2,8 а. о. від Сонця.

## Історія дослідження
Англійський астроном Вільям Гершель у 1781 році відкрив планету Уран, причому відстань планети від Сонця дуже мало відрізнялася від величини, яку передбачала формула Тіциуса. Ця обставина підвищила довіру науковців XVIII століття до правила Тіциуса, і в 1796 році на конгресі в Готі було вирішено почати пошук відсутньої планети. Для цього була створена група з 24 астрономів, яка здобула популярність у пресі як «Загін небесної поліції».
Планету виявив в першу новорічну ніч 1801 Джузеппе Піацці, директор обсерваторії в Палермо (Сицилія). Слід відзначити, що у Піацці була зовсім інша мета, він хотів скласти точну карту зоряного неба в області сузір'я Тельця. Звіряючись із зоряним каталогом Волластона (як з'ясувалося пізніше, в каталозі була допущена друкарська помилка), астроном ніяк не міг виявити одну з зірок. Несподівано він помітив зореподібний об'єкт, який повільно пересувався по небу. Коли вирахували орбіту космічного тіла, виявилося, що вона рухається разюче точно на тій відстані від Сонця, яку передбачила формула Тіциуса. Планету назвали Церерою, на честь богині — покровительки Сицилії. Проте вона виявилася дуже маленькою, як на планету. 1802 року Генріх Ольберс відкрив ще один астероїд на близькій орбіті — (Палладу).
Після цього Ольберс припустив, що ці малі планети є уламками вже неіснуючої великої планети. Оскільки уламки планети, згідно з законами небесної механіки, повинні проходити через ту точку, де планета розпалася (2,8 астрономічної одиниці (близько 420 мільйонів кілометрів)), то, зробивши розрахунки, Ольберс висловив припущення, де можна шукати нові астероїди. 1804 року в передбаченому ним місці відкрили Юнону, а 1807-го сам Ольберс відкрив Весту.
Надалі було виявлено цілий пояс астероїдів, розташований якраз там, де повинна була перебувати гіпотетична планета. За однією з гіпотез, вона зруйнувалася під впливом потужної гравітації Юпітера. Тобто планета була «розірвана» гравітаційними полями Марса та Юпітера.
Зауважимо, що сучасники Г. Ольберса (В. Гершель, Лавер, П. Лаплас) висловлювали інші припущення про походження астероїдів, однак найбільшою популярністю користувалася все ж таки точка зору Ольберса, яка найкращим чином пояснювала всі відомі на той час факти.
Проте подальше вивчення астероїдів показало, що ця гіпотеза, скоріш за все, неправильна. Розрахунки, зроблені для того, щоб визначити, як рухалися астероїди в минулому, показали, що вони ніколи не були частиною однієї планети.
До 40-х років XX століття каталоги астероїдів із зазначенням їх орбіт містили близько півтори тисячі об'єктів.  Використовуючи методи небесної механіки, теоретично можна повернути події назад, зібрати астероїди разом і визначити приблизну орбіту батьківської планети. Таку роботу зробив московський астроном А. Н. Чибісов. Його висновок однозначний: виходячи з сучасних даних про рух астероїдів, неможливо визначити ні область, де розірвалася планета, ні орбіту, якою вона рухалася до вибуху. Азербайджанський астроном Г. Ф. Султанов підійшов до цього питання з іншого боку.  Він розрахував, як мають розподілитися у просторі уламки під час розриву планети. Отримані дані порівняв із поточним розподілом астероїдів. 
Аргументом також слугувала мала сумарна маса астероїдів, і практична неможливість формування великого об'єкта типу планети в області Сонячної системи, що відчуває сильні гравітаційні збурення від Юпітера. Порівняння теоретичних розподілів уламків по великій півосі орбіт, величині константи інтеграла Якобі, значення моменту імпульсу щодо перпендикуляра до площини орбіти Юпітера з аналогічними розподілами для малих планет дозволило показати, що походження астероїдів внаслідок розпаду однієї гіпотетичної планети вкрай малоймовірне. Таким чином, Головний пояс астероїдів є не зруйнованою планетою, а планетою, яка так і не змогла сформуватися через гравітаційний вплив Юпітера і, меншою мірою, інших планет-гігантів.
Але цим Г. Ф. Султанов не обмежився. Він виконав новий ретельний аналіз, вже на основі іншого припущення, що колись на місці астероїдів рухалася не одна планета, а кілька первинних великих тіл.  З обмеженого завдання трьох тіл "Сонце – Юпітер – первинне тіло", вдалося з'ясувати, які з елементів орбіт у процесі еволюції залишаються майже незмінними. Потім було проведено статистичні підрахунки розподілу астероїдів за цими елементами. Як виявилося, астероїди поділяються на 12 груп-родин астероїдів, у яких значення стійких елементів близькі один до одного. Це свідчило про спільність походження астероїдів кожної групи. Справді, оскільки виявлені стійкі елементи орбіт астероїдів майже змінюються з допомогою тяжіння Юпітера, то елементи мали приблизно те саме значення, як і тепер, й у ті далекі часи, коли астероїдне кільце тільки зароджувалося. Очевидно, кожне сімейство астероїдів походить з одного первинного тіла.
Залишилося невирішеним питання про походження первинних тіл.
Остаточно гіпотезу Ольберса довелося відкинути після того, як стали відомі фізичні характеристики астероїдів. До кінця 1970-х років, коли було виконано широку програму досліджень з використанням сучасної апаратури, стала проявлятися фізична природа тіл у поясі астероїдів. З'ясувалися цікаві факти. Виявилося, наприклад, що малі планети відрізняються одна від одної своїми оптичними властивостями. У кільці астероїдів можна виділити як мінімум дві групи об'єктів — світлі і темні. Але, що найдивніше, частка темних об'єктів зростає зі збільшенням відстані від Сонця. І навпаки: що ближче до Сонця, то вищий відсоток світлих тіл.

## Гіпотези руйнування планети
Планета зруйнувалася під дією гравітаційних полів масивніших космічних тіл.
Така гіпотеза висунута в романах Георгія Мартинова «Зореплавці» і «Гість із безодні». Фаетон опинився на шляху якогось надщільного тіла, що падало на Сонце. Орбіта Фаетона спочатку ривками витягалася в бік Юпітера, і все закінчилося глобальною катастрофою. Але мешканці злощасної планети встигли вирушити на своїх зорельотах геть, а потім облаштувалися в системі Веги.
В оповіданні Олександра Левіна «Загибель Фаетона» представлено гіпотезу формування Сонячної системи. У найближчого до Сонця гіганта — Фаетона — розпалася складна і нестійка система супутників. Вони стали внутрішніми планетами. Ядро пошкодженого силами гравітації Фаетона — це планета Уран — єдина з усіх навколосонячних, яка обертається «лежачи на боці» — тобто власна вісь обертання Урана майже лежить в площині орбіти планети. Планету Фаетон зруйнували її мешканці. Ця версія лежить в основі романів Олександра Казанцева «Фаети» і Михайла Чернолуського «Фаетон», Миколи Руденка «Син Сонця — Фаетон», Б. Р. Брюсса «І планета вибухнула...», повістей Олеся Бердника «Катастрофа» і «Стріла часу», Костянтина Брендючкова «Останній ангел», оповідання Георгія Шаха «Загибель Фаетона».

## Гіпотеза Ольберса
Ідея про зруйновану планету була вперше чітко висловлена Г. Ольберсом у 1802 році.  Він припустив, що Церера, Паллада, Юнона та Веста — це уламки однієї планети, яку пізніше назвали Фаетон.

Правило Тіціуса–Боде з "порожнім місцем" між Марсом і Юпітером.

## Сучасна наука і критика
Подальші дослідження показали, що гіпотеза малоймовірна.
- Мала маса поясу. Сумарна маса астероїдів становить лише ~4% маси Місяця, чого недостатньо для існування великої планети.[3]
- Різнорідність. Астероїди поділяються на різні спектральні типи (C, S, M), що вказує на різне походження.[4]
- Гравітаційні резонанси. Область між Марсом і Юпітером зазнає сильних збурень від Юпітера, які не дозволили матеріалу акреціювати у планету.[5]
- Гіпотеза Grand Tack. Сучасні моделі вказують, що під час міграції Юпітер і Сатурн «розігнали» протопланетний диск, залишивши пояс астероїдів як зону нестабільності.[6]

## Порівняння з іншими гіпотетичними планетами
Фаетон часто згадується разом з іншими «зниклими планетами»:
- Вулкан (планета)
- Планета X
- Нібіру

## Фаетон у культурі
Гіпотеза надихнула численні твори наукової фантастики.  Зокрема:
- Георгій Мартинов — «Зореплавці»
- Олександр Казанцев — «Фаети»
- Олесь Бердник — «Катастрофа», «Стріла часу»
- Микола Руденко — «Син Сонця — Фаетон»

Головний пояс астероїдів — зона, де гіпотетично існував Фаетон.

## Фаетон у науковій фантастиці
Гіпотеза про існування Фаетона часто використовується в науковій фантастиці. Як правило, передбачається, що на Фаетоні існували розумні істоти, які своїми діями викликали руйнування планети.